# Augustin Louis Cauchy
Pour les articles homonymes, voir Cauchy.
Augustin Louis, baron Cauchy, né à Paris le 21 août 1789 et mort à Sceaux le 23 mai 1857, est un mathématicien français, membre de l’Académie des sciences et professeur à l’École polytechnique.
Catholique fervent, il est le fondateur de nombreuses œuvres charitables, dont l’Œuvre des Écoles d’Orient. Royaliste légitimiste, il s’exile volontairement lors de l'avènement de Louis-Philippe, après les Trois Glorieuses. Ses positions politiques et religieuses lui valurent nombre d’oppositions.
Avec près de 800 parutions et sept ouvrages, il est l'un des mathématiciens les plus prolifiques de l'histoire, derrière Leonhard Euler, Paul Erdős et Arthur Cayley. Ses recherches couvrent l’ensemble des domaines mathématiques de l’époque. On lui doit notamment en analyse l’introduction des fonctions holomorphes et des critères de convergence des suites et des séries entières. Ses travaux sur les permutations sont précurseurs de la théorie des groupes. En optique, on lui doit des travaux sur la propagation des ondes électromagnétiques.
Son œuvre a fortement influencé le développement des mathématiques au XIXe siècle, mais le fait qu'il publie ses résultats dès leur découverte sans y appliquer toute la rigueur souhaitée et la négligence dont il fait preuve concernant les travaux d'Évariste Galois et de Niels Abel entachent son prestige. Il ne restitue pas à l'Académie les deux manuscrits rédigés par Évariste Galois, et délaisse celui d'Abel, alors que ces deux mathématiciens morts avant Cauchy dans des conditions misérables devaient marquer profondément les mathématiques du XXe siècle.

## Biographie

### Premières années de la famille Cauchy

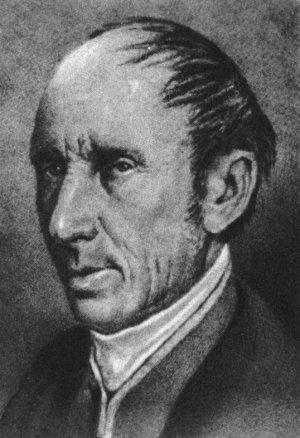
Augustin Louis, baron Cauchy.

Né le 21 août 1789 à Paris, Augustin Louis Cauchy est le fils aîné de Louis François Cauchy (1760–1848) et de Marie-Madeleine Desestre (1767–1839). Son père est premier commis du Lieutenant général de police de Paris Louis Thiroux de Crosne de 1785 à 1789, puis directeur de l'Office des hospices et ateliers de charité jusqu'au 28 avril 1794; à la suite de l’exécution de Crosne ce même jour, Louis François se retire à Arcueil avec sa famille pour fuir la dénonciation et la Terreur. Sa famille subit néanmoins la loi du maximum et connaît la gêne et la famine. La chute de Robespierre en juillet 1794 est accueillie avec soulagement par la famille, qui retourne à Paris. Louis-François y occupe des postes administratifs divers  et, à l'automne, accède au poste de sous-directeur de la Division des artisanats et manufactures de la Commission des arts et métiers et en devient directeur en avril 1795. Après le coup d'État du 18 Brumaire (9 novembre 1799), Louis-François soutient le nouveau régime avec enthousiasme et est nommé secrétaire général du Sénat conservateur le 1er janvier 1800. Il obtient un appartement de fonction au palais du Luxembourg sous l'Empire. Il est proche du ministre de l’Intérieur et mathématicien Pierre-Simon de Laplace et du sénateur et mathématicien Joseph-Louis Lagrange.

### Études d'Augustin-Louis
Il reçoit une première éducation chrétienne de son père ; il apprend le latin, la littérature et la science. Suivant le conseil de Lagrange, à l'automne 1802, il fréquente l’École centrale du Panthéon pour achever ses humanités. Des amis de sa famille, Berthollet, Lagrange et Laplace, le soutiennent durant ses études secondaires. Durant les deux ans qu'il y passe, il étudie à fond les langues classiques et se manifeste comme un jeune homme cultivé et brillant. Il se voit décerner divers prix dans les épreuves littéraires du concours général et remporte le « premier prix d'humanités », décerné à l'étudiant le mieux classé sur l'ensemble des épreuves. Malgré ces succès dans le domaine des lettres, Augustin-Louis décide de préparer l'École polytechnique dès l'année suivante et de devenir ingénieur. À partir de l'automne 1804, il assiste au lycée Napoléon aux cours de mathématiques du professeur Charles Louis Dinet, pour préparer son entrée à l'école polytechnique. À 16 ans, en 1805, il est reçu deuxième sur 125 au concours d'entrée, pour lequel il est interrogé par Jean-Baptiste Biot. Il présente les deux premières options suivantes, par ordre de préférence : (1) ponts et chaussées, (2) ingénierie maritime. Il étudie l'analyse sous la direction de Sylvestre-François Lacroix, la géométrie descriptive et l'analyse appliquée avec Jean-Nicolas-Pierre Hachette et la mécanique avec Gaspard de Prony. Son tuteur en analyse et mécanique est André-Marie Ampère,.

### Sous le Premier Empire
Augustin-Louis Cauchy quitte l'École polytechnique en octobre 1807. À la fin de 1807, il est reçu premier au corps prestigieux de l'École nationale des ponts et chaussées, où il se révèle très brillant. Devenu aspirant ingénieur, il est appelé à participer à la construction du canal de l'Ourcq puis du pont de Saint-Cloud. Ces années de formation seront décisives pour son développement intellectuel, il acquiert en quelques années une impressionnante maîtrise des mathématiques et se forge des convictions politiques et religieuses auxquelles il restera fidèle le reste de son existence. La science de l'ingénieur apparaissait alors comme le domaine naturel d’application des mathématiques. Le 18 janvier 1810, il est nommé responsable du chantier du port militaire de Cherbourg, qui devait devenir une position militaire stratégique du Premier Empire, face à l'Angleterre. Pendant son séjour à Cherbourg, il travaille sur presque toutes les phases du projet portuaire et participe à d'autres chantiers, comme un refuge pour les prisonniers de guerre, des casernes pour les troupes, des forges et des édifices destinés à abriter les piliers de granit du futur arsenal. Il commence ses premiers travaux en mathématiques durant son temps libre, indépendamment des institutions académiques. Après qu’un premier écrit est égaré par Gaspard de Prony, il écrit un article intitulé Recherches sur les polyèdres et le remet à l'École polytechnique le 1er février 1811. La commission chargée d'évaluer l'article de Cauchy est composée des mathématiciens Adrien-Marie Legendre et Étienne-Louis Malus : son rapport est très favorable. En janvier 1812, il présente à l'École polytechnique un article intitulé Sur les polygones et les polyèdres : ce nouvel article est révisé avant publication par Legendre, le physicien Sadi Carnot et le physicien Jean-Baptiste Biot qui rédigent un rapport très flatteur. Cette recherche sur les polyèdres vaut à Cauchy une excellente réputation à Paris et, en 1812, il est nommé membre correspondant de la Société philomatique. Il donne aussi des heures officieuses d’enseignement pour préparer des étudiants aux examens d’entrée, et se passionne pour l’histoire naturelle. À cause du surmenage — il est de santé fragile —, il tombe malade et, à l'été 1812, son état s'aggrave. Sa mère vient le chercher et, à l'automne 1812, le ramène à Paris où il prend quelques mois de congé,.
Le 1er février 1813, le congé maladie arrive à son terme, mais Cauchy ne veut pas retourner à Cherbourg et y reprendre ses fonctions d'ingénieur. Après qu'un poste de professeur associé à l'École nationale des Ponts et Chaussées lui est refusé, il est appelé par son ancien professeur Pierre-Simon Girard à participer de nouveau, en mars 1813, au chantier de l'Ourcq. Pour renforcer sa réputation de scientifique auprès de l'Institut de France et améliorer ses chances futures, Cauchy décide de publier des articles dans le Journal de l'École polytechnique, notamment une nouvelle étude sur la théorie des équations. Deux demandes auprès de l'Institut sont appuyées par Pierre-Simon de Laplace et Siméon Denis Poisson, en mai 1813 et en novembre 1814 après la mort de Lagrange et de Lévêque, mais sont toutes deux rejetées. En mars 1814, il publie un autre article à l'Institut de France, qui porte sur la théorie des erreurs. En mars 1814, Il prépare un autre travail, Mémoire sur les intégrales définies — point de départ sur l'analyse complexe — très apprécié par Sylvestre-François Lacroix et Adrien-Marie Legendre, qui ne sera publié qu'en 1825 sous le titre Mémoire sur les intégrales définies, prises entre des limites imaginaires. En décembre 1814, il reçoit un poste à la Société philomathique de Paris, antichambre de l'Institut où son jeune âge lui interdit d'entrer.

### Sous la Restauration

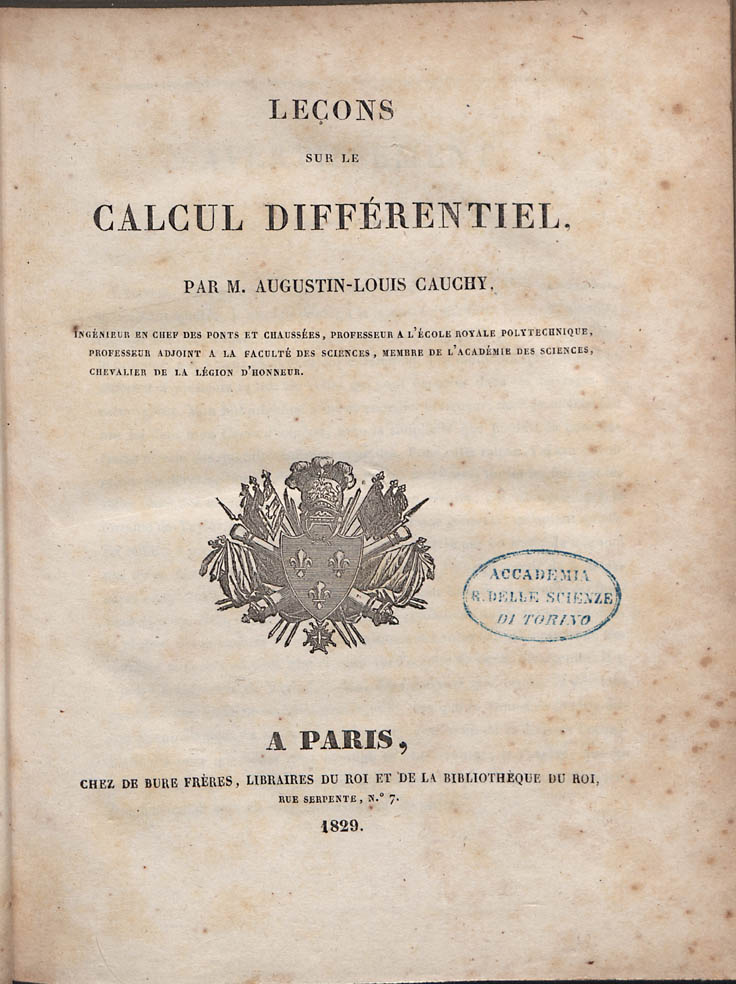
Leçons sur le calcul différentiel, 1829.

Membre de Congrégation mariale depuis ses études à Polytechnique, Cauchy bénéficie de l'influence qu'exerce ce mouvement dès le début de la Seconde Restauration. En remplacement de Louis Poinsot, il devient professeur assistant à l’École polytechnique le 15 novembre 1815, puis professeur d'analyse et de mécanique en décembre. À la suite d'une ordonnance du 21 mars 1816 rétablissant les Académies, il intègre l'Académie des sciences sous nomination royale, parallèlement au renvoi d'importants mathématiciens connus pour leurs positions républicaines et libérales, Lazare Carnot et Gaspard Monge. Cauchy est durement accusé par ses pairs : « Il accepta sans hésiter, non par intérêt, jamais il ne fut sensible à un motif pareil, mais par conviction ». Cette nomination imposée à l'Académie pour des raisons politiques fait un tort considérable au jeune Augustin-Louis et lui vaut de nombreuses inimitiés. En 1816, Cauchy remporte le prix des mathématiques pour des travaux sur la propagation des ondes. En 1817, Jean-Baptiste Biot, professeur titulaire de la chaire de physique mathématique au Collège de France, se prépare à une expédition géodésique et propose Cauchy pour le remplacer. Dans ce cours, Cauchy présente pour la première fois les méthodes d'intégration qu'il a découvertes en 1814, restée inédites jusque-là. Revenu en France, Biot abandonne temporairement sa participation active à la vie scientifique et suggère que Cauchy devienne son substitut habituel. C'est ainsi qu'il se met à donner des cours au Collège jusqu'en 1830. De plus, il est nommé professeur-substitut de Siméon-Denis Poisson, — remplacé dans un premier temps par André-Marie Ampère — à la faculté des sciences de Paris. Cette nomination à l'université marque un tournant important dans sa carrière scientifique. En effet, sa productivité scientifique décline brusquement entre 1817 et 1821. Absorbé par l'enseignement à l'École polytechnique, il ne présente que quatre travaux à l'Académie au cours des premières années et rien en 1820 et 1821. Il continue cependant de travailler sur les applications des intégrales singulières. En 1818, il épouse Aloïse de Bure, avec laquelle il aura deux filles, Alicia (1819) et Mathilde (1823).
Ses collègues François Arago et Alexis Thérèse Petit contestent l'insuffisance supposée de ses cours d'analyse, tandis que certains élèves en critiquent la surcharge horaire. Invité à les rédiger, il publie divers traités durant cette période : une première partie des notes de cours sous le titre Analyse algébrique en 1821 ; puis les notes complètes sous le titre Leçons sur le calcul différentiel en 1829, sans tenir compte des exigences de ses collègues et du ministère.

### Exil
À l'issue des Trois Glorieuses (juillet 1830), son cléricalisme revendiqué et sa position antilibérale l'amènent à choisir l'exil. En effet, royaliste dévoué à Charles X, il refuse de prêter serment au nouveau roi Louis-Philippe comme l'exige la loi du 31 août 1830. Dès les premiers jours de septembre 1830 il s'exile volontairement à Fribourg en Suisse, sans être accompagné de son épouse et de ses filles. Il réagit ainsi au soutien des étudiants de l’École polytechnique à la Révolution et cherche aussi à prendre du repos après des années d'intense activité. En conséquence, il perd tous ses postes d'enseignement en France entre novembre 1830 et mars 1831. Il rejoint une petite colonie d'immigrés à Fribourg, où il donne des cours dans un collège dirigé par les jésuites, et tente vainement d'y fonder une Académie où les savants émigrés pourraient enseigner,
Sur invitation du roi de Piémont, Charles-Albert, Cauchy s'installe à Turin où s'est rassemblée une petite colonie de légitimistes. On sait que le 11 octobre 1831, l'Académie des sciences de Turin se réunit autour d'un article de Cauchy : Sur la mécanique céleste et sur le nouveau calcul qui s'applique à un grand nombre de questions diverses. Peu après, le 27 novembre 1831, il y présente un deuxième article, intitulé : Sur les rapports qui existent entre le calcul des résidus et le calcul des limites, et sur les avantages qu'offrent ces deux calculs dans la résolution des équations algébriques ou transcendantes. Ces deux études signifient le retour de Cauchy à la recherche mathématique après une inactivité de près d'un an. Les portes de l'Académie lui sont grand ouvertes et on lui propose aussitôt une chaire à l'université afin qu'il puisse renouer avec sa vie d'enseignant. En janvier 1832, le roi Charles-Albert rétablit pour lui la chaire de physique mathématique — appelée aussi physique sublime — qu'avait occupée l'illustre Avogadro,,.
Cauchy effectue un voyage à Rome et est reçu par le pape Grégoire XVI. Après le décès prématuré en 1831 d'Amédée Cauchy, son frère cadet, Augustin fait deux voyages consécutifs à Paris, où il assiste aux réunions de l'Académie des sciences et où il présente deux articles écrits en 1831.
Refusant de rentrer en France malgré les demandes réitérées de sa famille, il accepte l’invitation du roi en exil Charles X de devenir le précepteur du duc de Bordeaux Henri d'Artois, alors âgé de douze ans. Il est choisi pour ses connaissances scientifiques et son attachement à la religion. Il quitte Turin en juillet 1833 et s’installe à Prague, rejoint par sa femme et ses deux filles en 1834. Il cherche des méthodes d'enseignement originales et développe pour son élève une nouvelle forme de notation décimale qui permet d'effectuer facilement des calculs mentaux. En dépit de ses efforts, le jeune héritier ne montre ni goût ni talent pour les mathématiques, tandis que son professeur supporte stoïquement cet affront. Devenu membre de l’Académie de Prague, il séjourne en 1835 à Toeplitz, puis en 1836 à Budweitz, Kirchberg (de) et Görlitz. Au cours des années 1835-1836, il consacre une partie de ses efforts à la théorie de la lumière et présente à l'Académie un Mémoire sur la dispersion de la lumière. En septembre 1838, le duc de Bordeaux atteint ses dix-huit ans, ce qui met fin à son éducation officielle.
En remerciement pour son dévouement, Charles X lui accorde le titre de baron, et, en septembre 1838, la famille au complet revient à Paris et reprend possession de son ancien domicile,.

### Retour d'exil

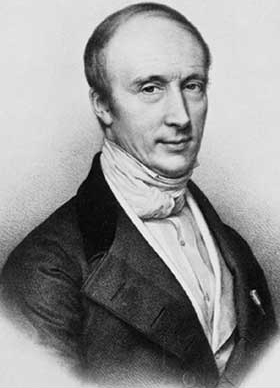
Cauchy vers 1840. Lithographie de Zéphirin Belliard d'après une peinture de Jean Roller.

Il ne récupère pas son poste d’enseignant à l’École polytechnique, à cause de son refus de prêter serment de loyauté au nouveau régime.
Souhaitant rester politiquement neutre, il reprend sa place à l'Académie des sciences de Paris, ce qui lui permet d'assister aux réunions et d'obtenir plus facilement la publication d'articles et de notes dans la revue des Comptes rendus de l'Académie. La mort de Gaspard de Prony, son ancien professeur, lui permet de postuler à son siège vacant à la section Géométrie du Bureau des longitudes. Il semble que Jean-Baptiste Biot et François Arago ont soutenu Cauchy, qui est élu en novembre 1839, élu mais pas nommé, car il refuse de prêter serment. Il se comporte comme un membre de plein droit de l'institution mais sans participer aux réunions : il commence alors à consacrer une partie importante de ses recherches à la mécanique céleste. Il essaie de démontrer qu'il est digne du poste auquel il a été élu et, entre juin et novembre 1840, il élabore une douzaine d'articles sur la mécanique céleste ou sur des applications de l'analyse à la mécanique céleste. Le fait de ne pas pouvoir les présenter au Bureau des longitudes n'est pas un obstacle à ses recherches, puisqu'il peut les envoyer à l'Académie des sciences. Après l'élection de Joseph Liouville, pour occuper effectivement la place libérée par la mort de Siméon Denis Poisson au Bureau des longitudes, Cauchy réduit sa production en astronomie mathématique. Il continue cependant ses recherches dans ce domaine, même après son exclusion de cette institution en novembre 1843,.
Alors qu'il avait peu publié durant son exil, il publie près d’un article par semaine de 1839 à février 1848, excepté en 1844. Il entame une révision en profondeur de ses premiers travaux. Entre 1845 et 1846, il renoue avec la théorie des permutations, un domaine qu'il a délaissé depuis ses premières recherches en 1812, et il présente une longue série de notes et d'études de permutations à l'Académie des sciences, publiées en un ouvrage en décembre 1845. Entre mars et avril 1846, il écrit trois numéros de la revue Exercices d'analyse et de physique mathématique où il évalue l'article de Joseph Bertrand, dont il tirera certains résultats importants, comme le théorème connu aujourd'hui sous le nom de « théorème de Cauchy » : si {\displaystyle p} est un diviseur premier de l'ordre d'un groupe fini, alors il existe un élément du groupe dont l'ordre est {\displaystyle p}.
Au milieu de l'année 1846, Cauchy réoriente son travail et se met à bâtir la théorie des fonctions d'une variable complexe, suscitée par un article d'Ernest Lamarle, publié dans le Journal des mathématiques pures et appliquées de Liouville, en avril 1846.
La révolution française de 1848 conduit à la suppression, par le gouvernement provisoire de la République, du serment de loyauté. Vers la fin de 1848, Urbain Le Verrier décide d'échanger sa chaire d'Astronomie mathématique contre une chaire d'astronomie physique. Il y a donc un siège vacant, ce qui permet à Cauchy d'être nommé à la Faculté des sciences de Paris le 1er mars 1849. Après la fuite, le 28 février 1848, du comte Libri, poursuivi en justice pour vols et vente illégale de livres, Cauchy postule à la chaire de mathématiques du Collège de France, mais se retire au profit de Joseph Liouville, finalement élu en janvier 1851. Le 2 décembre 1852, Louis-Napoléon Bonaparte instaure le Second Empire, et Cauchy refuse de lui prêter serment. Il n'en est cependant pas moins maintenu dans ses fonctions, grâce à l'intervention d’Hippolyte Fortoul,.
Depuis 1849, Cauchy donnait à la Sorbonne une série de conférences dans lesquelles il exposait sa théorie des fonctions. À la fin de 1853, il publie dans Exercices d'analyse et de physique mathématique quelques articles par lesquels il explore plusieurs éléments de la théorie des fonctions qui constituaient probablement le matériau de base de ses conférences en Sorbonne : « sur les fonctions des quantités géométriques », dans lequel il donne une définition très générale des fonctions, « Sur les fonctions continues de quantités algébriques ou géométriques » et, pour finir, « Sur les différentielles des quantités algébriques ou géométriques et sur les dérivées des fonctions de ces quantités », dans lequel il introduit le concept de « dérivée directionnelle ». Conscient de la nécessité de réunir de façon cohérente ses travaux dispersés, il se met en quête d'un thème central autour duquel réorganiser son œuvre, pour lui trouver un fondement plus solide. Ce projet va l'occuper jusqu'à sa mort et reste inachevé. Il constitue le point de départ de ses œuvres complètes, un projet que sa famille veut entreprendre neuf ans après sa mort, mais qui ne commence pas avant 1882.
Le 30 mars 1857, la mort d'Alexandre, son frère cadet, l'affecte profondément. Atteint par ce qu'il prend d'abord pour une crise de rhumatisme, il quitte Paris au mois de mai pour s'installer à Sceaux. Mais la maladie empire et son état général ne cesse de s'aggraver. Le 23 mai, vers 4 h du matin, il meurt d'un rhume dans la maison familiale de sa femme à Sceaux. Il est enterré au cimetière de Sceaux,.

## Engagements

### Engagement religieux
La personnalité d'Augustin-Louis, si présente dans son travail scientifique, est marquée par la double influence d'une mère stricte et pieuse et d'un père ouvert aux autres mais travailleur.
Catholique convaincu, proche des jésuites, il s’engagea dans la Congrégation, lors de ses études. Dès son séjour à Cherbourg, il est critiqué pour son habitude de prier matin et soir : « On dit que ma dévotion me fera tourner la tête ». De retour à Paris, il utilise à plusieurs reprises sa position à l’Académie pour promouvoir sa pensée. En 1824, il condamne les recherches en neurologie de Franz Joseph Gall, père fondateur de la phrénologie, qui visait à déceler les facultés et les penchants des hommes par la palpation des reliefs du crâne. Sa prise de position, considérée par certains comme non scientifique, est fortement condamnée dans la presse écrite par Stendhal dans deux articles successifs.
Il éprouve une antipathie pour les idées libérales issues du XVIIIe siècle et s’engage, dès son retour en France en 1838, pour l’enseignement catholique en défendant les écoles jésuites. Supprimées en 1772 et rétablies sous la Restauration, elles furent remises en cause sous la monarchie de Juillet. Engagé aux côtés de Xavier de Ravignan, prédicateur de Notre-Dame, Cauchy fait appel à l’Institut : « Catholique, je ne peux rester indifférent aux intérêts de la religion ; géomètre, je ne peux rester indifférent aux intérêts de la Science. […] Vous ne considérez pas comme des ennemis de la civilisation, ceux-là mêmes qui ont éclairé et civilisé tant de peuples divers ». Pierre-Antoine Berryer, Charles de Montalembert et de Vatisménil le soutiennent dans sa démarche. Il est probable que les raisons pour lesquelles il ne peut entrer au Collège de France en 1843 soient son engagement aux côtés des jésuites et la forte opposition du comte Libri. Seuls certains établissements des jésuites seront finalement fermés en 1845. L’affaire prend fin en 1848 : la Deuxième République assure l’indépendance de l’enseignement.
Cauchy fonde diverses œuvres catholiques :
- il apporte un soutien actif dès 1838 à la Société de Saint-Vincent-de-Paul, œuvre catholique fondée en 1833 pour apporter une aide aux démunis.
- il fonde en 1842 l’Institut catholique, ou Centre du Luxembourg, dont il préside la section scientifique.
- il propose en 1843 un opuscule sur la prévention des crimes, envoyé à Alexis de Tocqueville.
- sur une demande signée par l’Institut, est fondée en 1846 l’Œuvre d’Irlande visant à combattre la famine en Irlande.
- en 1854, il fonde l’Œuvre pour l’observation du dimanche, demandant la fermeture des commerces le dimanche.
- Le 04 avril 1856[50], Cauchy est l’un des fondateurs de l’Œuvre des Écoles d’Orient qui existe toujours sous le nom légèrement modifié de L'Œuvre d'Orient, dont l’objectif est de consolider l’émancipation par l’éducation, dont Lenormant et Cauchy deviennent les vice-présidents[51] et dont le premier président est le contre-amiral Mathieu, collègue de Cauchy au Bureau des longitudes et dont le premier directeur général[52] de 1856 au 2 septembre 1861 est l'abbé Charles Martial Lavigerie, professeur d'histoire de l'Église à la Sorbonne (1854-1856), et futur évêque de Nancy en 1863, et archevêque d'Alger de 1867 à 1892.

### Engagement politique
Cauchy est un monarchiste antilibéral. Il utilise sa position à l'Académie pour promouvoir la pensée royaliste, et s’exile volontairement en 1830 pour s’opposer au nouveau régime. Il considère la dynastie des Bourbons comme « les soutiens de la religion et de la civilisation chrétienne, les défenseurs des idées et des principes auxquels il avait voué de bonne heure son âme et son cœur ».
Son engagement politique lui vaut de fortes oppositions au sein de l'Institut, puis de l'Académie, venant notamment de Poinsot ou d'Arago. Cependant, Arago apporte en 1839 son soutien à la candidature de Cauchy au Bureau des longitudes. Il connaît aussi des oppositions au sein des ministères, par son refus réitéré de prêter un serment de loyauté à chaque nouveau régime.

### Position scientifique
Le génie de Cauchy est reconnu dès son plus jeune âge. En 1801, Lagrange a ce commentaire : « Vous voyez ce petit homme, eh bien ! Il nous remplacera tous tant que nous sommes de géomètres ». La prédominance de Cauchy en sciences s’explique par la multitude de ses domaines d’études : ses travaux « embrassent à peu près toutes les branches des sciences mathématiques, depuis la théorie des nombres et la géométrie pure jusqu’à l’astronomie et l’optique ».
Bien que ses talents de mathématicien aient été applaudis, les faveurs dont il bénéficie durant la Seconde Restauration ne sont pas appréciées. Critiquant ouvertement Laplace et Poisson, il connaît rapidement des conflits avec ses anciens appuis, à qui il devait ses premières publications. Ses rapports avec Poisson se dégradent avec le temps et une rivalité entre eux s’installe. Ses votes à l’Académie sont considérés comme orientés. Malgré l’influence de Cauchy sur les nouvelles générations, ses dernières années sont obscurcies par une querelle de priorité en mécanique, où il refuse de reconnaître son erreur.
En tant que membre de l’Académie, Cauchy devait lire et corriger les articles envoyés. Il commet une négligence envers les travaux de Niels Henrik Abel et d'Évariste Galois. Son avis sur le mémoire d'Abel tarde et le rapport fourni en juin 1829 est finalement défavorable ; les recherches de Galois lui ont été soumises en mai et n'ont aucune réponse. Dans sa biographie, Valson donne une explication : « On doit l’excuser de n’avoir pas toujours eu le temps de s’occuper des publications d’autrui, quand il n’a pas trouvé dans le cours de sa propre vie le loisir nécessaire pour relier et classer ses travaux personnels ».

## Travaux
L’ensemble des travaux de Cauchy furent publiés de 1882 à 1974 chez Gauthier-Villars, dans les Œuvres complètes en 27 tomes qui rassemblent environ 800 articles couvrant l’analyse, l’algèbre, la mécanique et les probabilités. Lors de la préparation de ses cours et conférences, Cauchy réfléchit sur les fondements de l’analyse et introduit des définitions rigoureuses de notions seulement intuitivement utilisées avant lui. Une partie importante de ses travaux concerne l’introduction des fonctions holomorphes et les séries convergentes.

### Analyse
Avant les travaux de Cauchy en analyse, les séries et séries de fonctions étaient couramment utilisées dans les calculs, sans le développement d'un formalisme précis, et cela conduisait à des erreurs fréquentes, car les mathématiciens ne se posaient pas de question sur l'éventuelle divergence des séries utilisées, comme l'a remarqué Cauchy. Dans son Cours d’Analyse, il définit rigoureusement la convergence des séries et étudie en particulier les séries à termes positifs : les sommes partielles convergent si et seulement si elles sont bornées. Il donne des résultats de comparaison de séries. Il déduit de la convergence des séries trigonométriques un critère de convergence qui porte aujourd’hui son nom, la règle de Cauchy : si la limite supérieure de la suite {\displaystyle |a_{n}|^{1/n}} est strictement inférieure à 1, la série de terme général {\displaystyle a_{n}} converge. Intéressé par les séries entières (appelées alors séries de puissances), il met en évidence l'existence d'un rayon de convergence (qu’il appelle cercle de convergence), et en donne une méthode de calcul, conséquence de son critère de convergence. Il démontre que sous certaines hypothèses, le produit des sommes de deux séries convergentes peut s’obtenir comme la somme d’une série, appelée par la suite produit de Cauchy. Il en donne une version pour les séries entières.
Une fonction régulière était à tort considérée comme la somme de sa série de Maclaurin : autrement dit, on pensait à tort qu'une fonction indéfiniment dérivable était déterminée par la suite de ses dérivées successives en un point. En 1822, Cauchy relève deux problèmes : d’une part, le rayon de convergence de cette série entière peut être nul, et d’autre part, sur l’intersection des domaines de définition, la fonction et la somme de sa série de Maclaurin ne sont pas nécessairement égales. Cependant des solutions d’équations différentielles linéaires avaient été exprimées sous forme de séries entières sans aucune justification. Après avoir exhibé des exemples de fonctions plates, Cauchy s’intéresse de près au développement de Taylor, et évalue le reste sous forme de la détermination principale. Il donne ainsi des conditions suffisantes pour obtenir des réponses positives aux questions soulevées.
Toujours dans son Cours d’Analyse, il énonce et démontre le théorème des valeurs intermédiaires, démonstration déjà finalisée par Bolzano en 1817 à partir du critère de Cauchy pour la convergence des suites. Chez Cauchy, la notion première est celle de quantité variable. C'est à partir de cette notion que sont définies les notions de limite et d'infiniment petit. Ensuite Cauchy définit la continuité à l'aide des infiniment petits : d'un accroissement infiniment petit de {\displaystyle x} résulte un accroissement infiniment petit de {\displaystyle y}. Il précise les notions de limite ; et formalise en termes de limites la dérivabilité. Il est arrêté dans ses travaux par une nuance qu'il ne perçoit pas : la différence entre convergence simple et convergence uniforme. Pourtant, la convergence simple (convergence d'une suite de fonctions en chaque point d'évaluation) n'est pas une condition suffisante pour préserver la continuité par passage à la limite. Il est le premier à donner une définition sérieuse de l’intégration. Il définit l’intégrale d’une fonction d’une variable réelle sur un intervalle comme une limite d’une suite de sommes de Riemann prises sur une suite croissante de subdivisions de l’intervalle considéré. Sa définition permet d'obtenir une théorie de l’intégration pour les fonctions continues. Dans son Analyse algébrique, il définit les logarithmes et les exponentielles comme uniques fonctions continues vérifiant respectivement les équations fonctionnelles {\displaystyle f(xy)=f(x)+f(y)} et {\displaystyle f(x+y)=f(x)f(y)}. Bien qu'il se soit efforcé de donner des bases rigoureuses à l'analyse, il ne s'est pas interrogé sur l’existence du corps des nombres réels, établie plus tard par Georg Cantor.
Dans son cours de Polytechnique, Leçon de calcul différentiel et intégral, il apporte clarté et rigueur aux résolutions des équations différentielles linéaires d'ordre 1 et s'intéresse aux équations aux dérivées partielles (théorème de Cauchy-Lipschitz).

### Analyse complexe
On doit à Cauchy l'introduction des fondements de l'analyse complexe. Sous l’influence de Laplace, il présente dans le mémoire Sur les intégrales définies (1814) la première écriture des équations de Cauchy-Riemann comme condition d'analyticité pour une fonction d'une variable complexe. Dans cet article, il s’intéresse à l’intégration d’une fonction analytique d’une variable complexe sur le contour d’un rectangle, donne la définition de résidu, et fournit un premier calcul de résidu. Dans Sur les intégrales définies prises entre des limites imaginaires (1825), il donne la première définition d'intégrale curviligne, démontre l'invariance par homotopie (formulée en termes d'analyse), et, après avoir obtenu la formule intégrale de Cauchy, énonce précisément le théorème des résidus pour les fonctions analytiques comme outil pour le calcul d'intégrales.
En 1831, Cauchy propose une expression du nombre de racines complexes d’un polynôme dans une région du plan complexe. Si {\displaystyle F} et {\displaystyle P} sont des polynômes, {\displaystyle P} n'a que des racines simples il démontre :
où l'intégrale est prise sur le contour du domaine {\displaystyle U}, et où la somme porte sur les racines de {\displaystyle P} appartenant au domaine {\displaystyle U}.
Durant son séjour à Turin, il déduit de la formule de Cauchy précédemment énoncée une expression des coefficients de la série de Taylor d'une fonction analytique d'une variable complexe comme intégrales. Il en déduit les inégalités dites de Cauchy et des résultats sur la convergence des fonctions analytiques d’une variable complexe. Ses travaux seront publiés en 1838 et poursuivis par Laurent, qui fournit comme généralisation des séries entières les séries de Laurent.
Vers 1845, Cauchy s'inspire des travaux des mathématiciens allemands sur les nombres imaginaires, et en particulier l'écriture trigonométrique. Il repousse dans un premier temps cet aspect géométrique pour ensuite l'utiliser dans ses propres travaux. Il définit la notion de dérivée d'une fonction d'une variable complexe ; il établit ensuite l'équivalence entre dérivabilité et analyticité, fondant ainsi la définition des fonctions holomorphes. Tous ses résultats précédents sur le sujet concernent les fonctions holomorphes ; la formule de Cauchy devient un outil central dans l’étude des fonctions holomorphes, et il étudie alors à nouveau les équations de Cauchy-Riemann.

### Algèbre
Lagrange avait démontré que la résolution d’une équation algébrique générale de degré n passe par l’introduction d’une équation intermédiaire : sa résolvante dont le degré est le nombre de fonctions à {\displaystyle n} variables obtenues par permutation des variables dans l’expression d’une fonction polynomiale. Ce nombre est un diviseur de {\displaystyle n!}: ce résultat est aujourd’hui vu comme une conséquence de l’actuel théorème de Lagrange. En 1813, Cauchy améliore cette estimation et démontre que ce nombre est supérieur au plus petit diviseur premier de {\displaystyle n}. Son résultat fut généralisé ensuite en l’actuel théorème de Cauchy.
Il est le premier à réaliser une étude des permutations comme des objets (appelés alors substitutions). Il introduit les écritures encore utilisées aujourd’hui pour noter les permutations ; il définit le produit, l’ordre, et établit l’existence et l’unicité de la décomposition des permutations en produit de cycles (substitutions circulaires) à supports disjoints. Les travaux de Cauchy et de Lagrange sur le sujet sont considérés comme précurseurs de la théorie des groupes. Cependant, Cauchy ne connaît alors pas la théorie des groupes et donne sans le savoir une première étude du groupe symétrique.
En algèbre linéaire, il écrit un traité sur le déterminant contenant l'essentiel des propriétés de cette application. Il étudie la diagonalisation des endomorphismes symétriques réels et qu'il démontra en dimension deux et trois et dans le cas où le polynôme caractéristique ne possède aucune racine multiple. Enfin, il formalise la notion de polynôme caractéristique.

### Géométrie

Le dodécaèdre, un polyèdre régulier convexe.

En 1811, il s’intéresse dans son premier mémoire à l’égalité de polyèdres convexes dont les faces sont égales. Il propose une démonstration du théorème de Descartes-Euler, concernant les nombres de sommets, de faces et d'arêtes d'un polyèdre convexe. Sa preuve consiste à projeter le polyèdre en un graphe planaire suivant ce qui est aujourd’hui appelé une projection stéréographique. Cependant, Cauchy commet une erreur, en ne faisant pas d’hypothèse claire sur les polyèdres étudiés.
Dans son second mémoire en 1812, il donne des formules pour calculer les angles diédraux.

### Mécanique et optique
En mécanique, Cauchy propose pour décrire la matière d’opposer à la continuité de la matière un système de points matériels dont les mouvements sont continus. Selon Cauchy, les forces entre ces particules doivent devenir négligeables sur les distances estimables. Cauchy énonce des lois sur les variations de tension, de condensation et de dilatation. Il fait une étude sur l’élasticité des corps.
S’intéressant à la variation des molécules d’éther, Cauchy établit les équations de propagation de la lumière en 1829. Il établit les modes de polarisation des ondes planes, mises en évidence par des travaux antérieurs de Fresnel. S’intéressant aux conditions limites au niveau d’une interface, Cauchy démontre les lois de la réflexion et de la réfraction de la lumière. Il retrouve les résultats de Brewster sur la variation de l’angle de polarisation lors d’une réflexion ou d’une réfraction. Enfin, il démontre l’existence d’ondes évanescentes, vérifiée expérimentalement par Jasmin.
Sous l’influence de Coriolis, Cauchy étudie la dispersion de la lumière. Ses travaux sur les ombres rejettent une des objections à la théorie ondulatoire de la lumière. Il met en évidence le phénomène de diffraction.
En astronomie, sa recherche sur les séries lui permet de réviser la théorie des perturbations mise en place par Lagrange, Laplace, et Poisson pour étudier la stabilité du système solaire. Cauchy s’intéresse de plus près aux calculs astronomiques, dès son élection au Bureau des Longitudes en 1839. En 1842, il propose des méthodes de calculs de primitives d’expressions rationnelles en cosinus et sinus ; ces méthodes furent motivées par le développement de la fonction perturbative. En 1845, le mémoire de Le Verrier sur la planète Pallas est vérifié en quelques heures par Cauchy.

### Probabilités
Les travaux de Cauchy sur le principe du minimax permettent de développer la théorie de la décision statistique. En 1853, il étudie, via leurs fonctions caractéristiques, une famille de distributions paires répondant à un problème variationnel, parmi lesquelles figurent la loi normale et la loi de Cauchy, découverte par Poisson. Faisant usage des fonctions caractéristiques, il publie une démonstration du théorème central limite.

## Distinctions
- Chevalier de la Légion d'honneur
- Pour le Mérite

## Principales publications

### Ouvrages
- Cours d’analyse de l’école royale polytechnique, Paris, Imprimerie Royale, 1821    (Wikisource)
- « Leçons sur les applications du calcul infinitésimal à la géométrie », 1826, lire en ligne sur Gallica
- « Exercices de mathématiques », 1827, lire en ligne sur Gallica
- « Exercices d'analyse et de physique mathématique », Bachelier (Paris), 1840–1847, lire en ligne sur Gallica
- Œuvres complètes (28 volumes, 1882–1974) — En ligne sur IRIS (recherche)[71];sér. 1 (Digitalisat, ETH), Gallica-Math

### Mémoires
- Mémoire sur les développements des fonctions en séries périodiques, dans Mémoires de l'Académie des sciences de l'Institut de France - Année 1823, Gauthier-Villars, Paris, 1827, p. 603-612 (lire en ligne)
- Théorie des ondes
- Mémoires sur la polarisation de la lumière
- Théorie des nombres

## Hommages
- Son nom est inscrit sur la Tour Eiffel (face à l'École Militaire, no  37).
- La rue Cauchy dans le 15e arrondissement de Paris.
- Le glacier Cauchy des îles Kerguelen dans les Terres australes et antarctiques françaises (TAAF)[72].
- Le nom de Cauchy a été donné à un cratère lunaire en 1935 par l'Union astronomique internationale.
- L'astéroïde (16249) Cauchy porte son nom.
- La Poste française a émis un timbre à son effigie dessiné par Huguette Sainson le 13 novembre 1989[73].